# 星子县志
《星子县志》是中国近代以来编修的江西省星子县地方志书。包括清代蓝煦等修、曹征甲等纂的近代地方志，和姜南星主编、星子县县志编纂委员会编纂的现代地方志。该志书是古代江西南康府地方志《南康志》的继承和发展。

## 介绍
志书记述了星子县的自然、政治、经济、文化以及现代科技等各方面历史与现状。

## 版本
- 近代《星子县志》，（清）藍煦、（清）徐鳴皋修、（清）曹征甲纂 ，1871年（同治10年）成书[1]。
- 当代《星子县志》，姜南星主编、星子县县志编纂委员会编纂，1990年4月出版[2][3]。

## 相关轶事
据该《县志》记载，1961年9月17日7时半，周恩来总理由江西省委书记杨尚奎陪同，从自庐山牯岭驱车海会，然后前往观音桥参观，并与一赤脚小姑娘周桂花亲切交谈。这次经历写进了小学语文教科书——1982年版小学语文第五册《一张珍贵的照片》 。